# Адмірал Головко (фрегат)
Фрегат «Адмірал Головко» — російський багатоцільовий фрегат 1-го рангу з керованим ракетним озброєнням дальньої морської та океанської зони, третій корабель проекту 22350. Фрегат названий на честь адмірала Арсенія Головко.